# Sarasate (Navarra)
Sarasate (Saratsate en euskera) es una localidad española y un concejo de la Comunidad Foral de Navarra perteneciente al municipio de  Iza. Está situado en la Merindad de Pamplona, en la Cuenca de Pamplona. Su población en 2014 fue de 32 habitantes (INE).